# Московское общество филателистов и коллекционеров
Моско́вское о́бщество филатели́стов и коллекционе́ров (МОФИК) — одна из первых филателистических организаций в России, созданных при Советской власти (1918—1921).

## История
МОФИК было создано в январе 1918 года в Москве на базе дореволюционного Московского общества собирателей почтовых знаков (МОСПЗ). Поэтому по своему составу общество мало отличалось от МОСПЗ. При МОФИК была создана молодёжная секция, которую часто именовали секцией юных филателистов.
Немаловажную роль в основании Московского общества филателистов и коллекционеров сыграл журнал под названием «Российский журнал коллекционеров и корреспондентов», впервые увидевший свет в 1916 году и прекративший своё существование в июле 1918 года.
Несмотря на провозглашённые уставом цели и задачи, в условиях гражданской войны деятельность общества сводилась фактически к купле-продаже филателистических материалов. Общество стремилось по возможности регулярно проводить аукционы и собрания.
В 1919 и особенно в 1920 году среди членов МОФИК происходило размежевание по вопросу дальнейшего развития филателии в стране. В результате размежевания образовались два лагеря: «буржуазных взглядов» и «идейных филателистов». Это предопределило выход ряда коллекционеров из МОФИК, которые создали «Комиссию по организации Всероссийского общества филателистов», после чего общество прекратило своё существование в феврале 1921 года.
МОФИК не имел собственного печатного органа. Председателем общества был редактор «Российского журнала коллекционеров и корреспондентов» — Павел (Пауль) Калнозол.

## Устав
Устав МОФИК был зарегистрирован 4 октября 1918 года Московским Советом народных нотариусов. В основе он повторял устав МОСПЗ, включая многоступенчатость членства. В нём отмечалось, что общество объединяет лиц, «интересующихся разного рода коллекциями», и призвано содействовать им в ведении обмена с коллекционерами всего мира, а также приобретать для них предметы коллекционирования. Членами Общества могли быть как москвичи, так и жители других городов.